# Apeadero de Fatela-Penamacor
El Apeadero de Fatela-Penamacor es una estación de la Línea de la Beira Baixa, que sirve a las localidades de Fatela y Penamacor, en el Distrito de Castelo Branco, en Portugal.

## Historia
Este apeadero se encuentra en el tramo entre Abrantes y Covilhã de la Línea de la Beira Baixa, que fue abierto a la circulación el 6 de septiembre de 1891.